# Nuevo Santiago, Jalisco
Nuevo Santiago är en ort i Mexiko.   Den ligger i kommunen Tomatlán och delstaten Jalisco, i den sydvästra delen av landet, 700 km väster om huvudstaden Mexico City. Nuevo Santiago ligger 51 meter över havet och antalet invånare är 463.
Terrängen runt Nuevo Santiago är platt söderut, men norrut är den kuperad. Terrängen runt Nuevo Santiago sluttar söderut. Runt Nuevo Santiago är det glesbefolkat, med 11 invånare per kvadratkilometer. Närmaste större samhälle är Tomatlán, 17,2 km sydost om Nuevo Santiago. Omgivningarna runt Nuevo Santiago är en mosaik av jordbruksmark och naturlig växtlighet.